# هواسا
آن هي جين (من مواليد 23 تمّوز/يوليو 1995) والمعروفة باسمها الفنّي هواسا ( بالانجليزيه : hwasa) هي مغنية وكاتبة أغاني ومغنية راب وشخصية تلفزيونية وعضوة في فرقة مامامو تحت وكالة وا إنترتينمنت من كوريا الجنوبية. حازت هواسا على لقب «مُتبدئة السنة» في عام 2018 مِن قبل مجلّة فارايتي كما أنها ترشحت «لأجمل وجهٍ لعام 2018» وفازت بجائزة إم بي سي إيه إن تي لعملها على برنامج قناة إم بي سي «أنا أعيشُ وحيدًا».

## الحياة المُبكّرة والتعليم
وُلدت آن هي جين في 23 تمّوز/يوليو من عام 1995 في جيونجو، جوليابوك دو في كوريا الجنوبية وهناك عاشت مع والديها وشقيقتيها. تخرّجت آن هي من مدرسة الفنون ونغ وانغ.

## المسيرة المهنيّة
ظهرت لأول مرة رسميًا في 18 حزيران/يونيو 2014 كعضوةٍ في فرقة مامامو حيثُ أدّت أغنية السيّد الغامض (بالإنجليزية: Mr. Ambiguous)‏ بشكلٍ منفردٍ. اشتهرت هواسا مع الفريقِ بسرعة؛ حيث برزوا بفضلٍ الموسيقى المختلفة التي قدموها والعروض الصوتيّة القوية التي كانوا يُقدّمونها. بحلول نيسان/أبريل 2018؛ انضمَّت هواسا إلى طاقم برنامج هيانا على لوحة المفاتيح (بالإنجليزية: Hyena on the Keyboard)‏ ثمّ تعاونت مع مغني الراب لوكو لتقديمِ أغنية مشتركة جديدة. انضمَّت في وقتٍ لاحقٍ من العام انضمت إلى برنامج تلفزيون الواقع أعيشُ وحيدًا (بالإنجليزية: I Live Alone)‏ على قناة إم بي سي (توضيح) كعضوةٍ في فريق التمثيل؛ وقد حصلَ البرنامج على جائزتين محليتين. عاودت هواسا الظهور في شهرِ شباط/فبراير من عام 2019 حيثُ أصدرت أغنيّة تويت (بالإنجليزية: Twit)‏ على عددٍ من المنصّات الرقمية وقد تصدرّت أيضًا مخطط غاون للموسيقى.
في عام 2020 رجعت هواسا بأغنيه تحت اسم " Maria " من الالبوم " maria " .

## اغاني فردية
| اللبوم    | المبيعات | مراكز ترسيم البياني | مراكز ترسيم البياني | مراكز ترسيم البياني | مراكز ترسيم البياني | مراكز ترسيم البياني | العام | عنوان   |
| اللبوم    | المبيعات | US World            | JPN HOT             | NZ HOT              | KOR HOT             | KOR                 | العام | عنوان   |
| --------- | -------- | ------------------- | ------------------- | ------------------- | ------------------- | ------------------- | ----- | ------- |
| " MARIA " | N/A      | 3                   | -                   | 22                  | 1                   | 1                   | 2019  | "TWIT"  |
| " MARIA " | N/A      | 6                   | 81                  | -                   | 2                   | 2                   | 2020  | "MARIA" |

## OST كمنفردة
| الألبوم                              | المبيعات | مخطط ترسيم البياني | مخطط ترسيم البياني | العام | العنوان |
| ------------------------------------ | -------- | ------------------ | ------------------ | ----- | ------- |
| الألبوم                              | المبيعات | US World           | KOR                | العام | العنوان |
| The King: Eternal Monarch OST Part.2 | N/A      | 16                 | -                  | 2020  | ORBIT   |

## روابط خارجية
- هواسا على موقع ميوزك برينز (الإنجليزية)
- هواسا على موقع ديسكوغز (الإنجليزية)